# Río Acomé
El río Acomé es un corto río costero del suroccidente de Guatemala con una longitud de 58,5 km. Nace en la cercanía de Santa Lucía Cotzumalguapa en el departamento de Escuintla y discurre en dirección del sur, atravesando la planicie costera de Escuintla para desembocar en el océano Pacífico. La cuenca del Acomé tiene una población de aproximadamente 53.510 habitantes.